# Lasiurus pfeifferi
Lasiurus pfeifferi es una especie de murciélago de la familia Vespertilionidae.

## Distribución geográfica
Es endémica de Cuba.